# 笋帮公栈
笋帮公栈，位于中国福建省永安市贡川镇胜利巷，清顺治三年（1646年）建。坐北朝南，由门厅、天井、厢廊、大厅等组成，围以封火山墙。门厅、厢廊为一面坡顶，大厅双坡顶。均穿斗式木构架，大厅前部减柱造。大门上方石门匾刻“笋帮公栈”四字。是中国迄今发现的年代最早的笋业行会旧址。2005年5月11日公布为第六批福建省文物保护单位。